# فرنسيس بيرت
فرنسيس بيرت (بالإنجليزية: Francis Burt)‏ هو قاضي ومحام بالقضاء العالي وسياسي أسترالي، ولد في 14 يونيو 1918 في أستراليا، وتوفي في 8 سبتمبر 2004 في برث في أستراليا. انتخب Chief Justice of Western Australia ‏ (1977 – 1988) وانتخب حاكم أستراليا الغربية ‏ (29 مارس 1990 – 31 أكتوبر 1993).